# تشوي يو جين (مغنية)
تشوي يو جين، والمعروفة بإسم يو جين (بالكورية: 최유진)‏ هي مغنية وممثلة كورية جنوبية، ولدت يوم 12 أغسطس 1996 في جونجو في كوريا الجنوبية.

## روابط خارجية
- تشوي يوجين على موقع IMDb (الإنجليزية)
- تشوي يوجين على موقع ميوزك برينز (الإنجليزية)
- تشوي يوجين على موقع ديسكوغز (الإنجليزية)